# Bandera de Fiyi

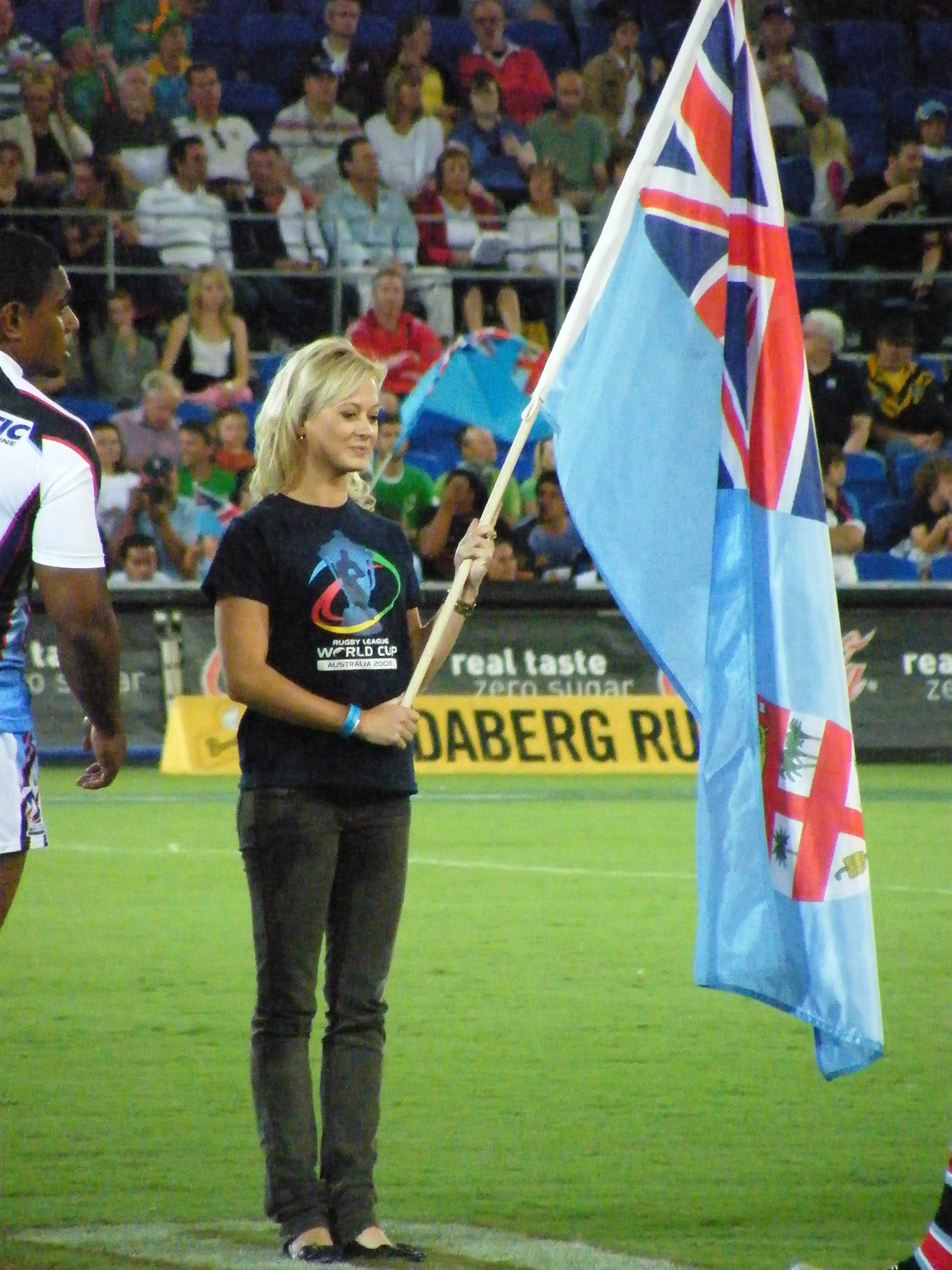
Bandera de Fiyi en un estadio

La bandera nacional de Fiyi fue adoptada el 10 de octubre de 1970. Es un paño de color azul celeste en el que figura la Union Jack, que es la bandera del Reino Unido, en el cantón y, en su parte izquierda el escudo propiamente dicho del país (sin las figuras de los soportes, el burelete, la cimera, ni el lema nacional). El escudo es prácticamente idéntico al que se usó durante el dominio colonial británico. La bandera de Fiyi está inspirada en la Enseña azul que es una bandera de color azul oscuro que incorpora la bandera británica en su cuadrante superior derecho y que usan como emblema numerosas instituciones gubernamentales británicas, colonias y hasta incluso cuatro países independientes que optaron por seguir enarbolando la misma bandera colonial tras sus respectivas independencias, siendo estos países Australia, Nueva Zelanda, Tuvalu y Fiyi incluido.
El escudo y la bandera de Fiyi no se alteraron cuando el país se convirtió en república en 1987. La bandera colonial era muy semejante a la actual pero, siguiendo el esquema de la Enseña azul, de color azul oscuro. Actualmente esta bandera es la bandera del gobierno de Fiyi y la usan algunas instituciones y departamentos de carácter gubernamental.
Empero, el primer ministro de Fiyi, Frank Bainimarama, había anunciado el 1 de enero de 2013 que una nueva bandera, sin la bandera del Reino Unido en el cantón, sería introducida con el fin de representar la posición del país en el Pacífico y el mundo, dos meses después de que se anunciara que el retrato de la reina Isabel II será retirado definitivamente del dólar fiyiano.
El 3 de febrero de 2015 el primer ministro de Fiyi, Frank Bainimarama, anunció que se llevará a cabo un concurso nacional para diseñar la nueva bandera, con el objetivo que sea izada el 11 de octubre de 2015, en el 45 aniversario de la independencia. Sin embargo, en agosto de 2016 se desecharon los planes para cambiarla, al menos a corto plazo.

## Otras banderas

Bandera de la Marina mercante.
Bandera gubernamental.
Bandera naval.
Bandera de la Aviación Civil.
Estandarte del Presidente de Fiyi.
Bandera propuesta para Fiyi.

## Banderas históricas

Bandera de las Tribus Unidas de Fiyi (1865 – 1867)
Bandera de las Tribus Unidas de Fiyi (1867 - 1869)
Bandera del Reino de Lau (1869 – 1871)
Bandera Personal del Rey de Lau (1869 -1871)
Bandera del Reino Unido de Fiyi (1871 – 1874)
Bandera colonial de Fiyi, de 1877 a 1883.
Bandera colonial de Fiyi, de 1883 a 1903.
Bandera colonial de Fiyi, de 1903 a 1908.
Bandera colonial de Fiyi, de 1908 a 1924.
Bandera colonial de Fiyi, de 1924 a 1970.